# Robert Zander
Ej att förväxla med den tyske botanikern med samma namn.
Adolf Robert "Snarken" Zander, född 18 september 1895 i Luleå, död 27 juni 1966 i Göteborg, var en svensk amatörfotbollsspelare (målvakt) som var uttagen i de svenska fotbollstrupperna till OS i Antwerpen 1920 och OS i Paris 1924. 
I Antwerpen spelade Zander i Sveriges alla tre matcher i turneringen där det svenska laget blev oplacerat efter att ha vunnit en och förlorat två matcher. I Paris fyra år senare tog Sverige en bronsmedalj efter att ha vunnit tredjeprismatchens omspelsmatch mot Holland med 3–1. Zander fick dock ingen speltid i turneringen då han var reserv bakom Sigge Lindberg.
Zander, som under sin klubbkarriär spelade 1 säsong för IFK Göteborg men mestadels tillhörde Örgryte IS, spelade under åren 1918–26 sammanlagt 20 landskamper.

## Meriter

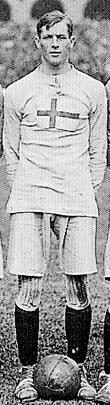
Zander vid en landskamp mot Nederländerna 1919

### I landslag
Sverige
- Uttagen till OS (2): 1920 (spel i Sveriges alla tre matcher), 1924 (ingen speltid)
  - Brons 1924
- 20 landskamper

### Individuellt
- Mottagare av Stora grabbars märke, 1926

### Webbsidor
- Robert Zander på Sveriges Olympiska Kommittés webbplats
- IFKdb.se
- Profil på sports-reference.com
- Sveriges landslagsmän, svenskfotboll.se, läst 2013 01 29
- "Olympic Football Tournament Antwerp 1920", fifa.com, läst 2013 01 30